# Luis Ramos
Luís Arcángel Ramos Colón (San Pedro Sula, Cortés, Honduras, 11 de abril de 1985) es un futbolista de nacionalidad hondureña. Juega en la posición de mediocampista. Actualmente juega en el Marathón de la Liga Nacional de Honduras.

## Trayectoria
Luis Ramos desde que era muy niño era aficionado del Club Deportivo Marathón, con el cual jugó por dos años hasta que salió al fútbol europeo, fichando con el MŠK Žilina de la Superliga de Eslovaquia.
En el año 2005, se oficializó que el mediocampista hondureño iba a jugar con el MŠK Žilina de Eslovaquia. Con este equipo disputó 10 partidos y no marcó goles, y salió del equipo en el año 2006 cuando fue traspasado al FC Nitra también de Eslovaquia.
En el año 2006,  ficha para el FC Nitra de la Superliga de Eslovaquia, con este equipo el mediocampista no tuvo mucha participación, jugando tan solo 4 partidos y no anotó goles. Ramos se vio obligado a salir del equipo, fue ahí cuando se mudó al fútbol de Hungría, cuando fichó por el Nyíregyháza Spartacus de la Nemzeti Bajnokság II (Segunda División de Hungría).
En el año 2007, fichó con el equipo de la segunda división de Hungría, con este club tuvo una buena participación marcando 2 goles en 37 partidos disputados. Salió de este club en el año 2009, cuando fichó con el Debreceni Vasutas Sport Club de la Primera División de Hungría.
El 24 de junio de 2013, Luis Ramos fue presentado oficialmente con el club francés de la Ligue 2, LB Châteauroux, firmando un contrato por dos temporadas con el club francés, con el que jugara a partir de la Temporada 2013-14.

## Selección nacional

### Selecciones menores
Luis Ramos disputó la Copa Mundial de Fútbol Juvenil de 2005 con la Selección de fútbol de Honduras en categoría sub-20, su selección quedó eliminada del torneo después de haber sido goleada por todos los integrantes del grupo. Luis Ramos solo disputó 2 partidos y no anotó goles con la Selección de fútbol de Honduras (sub-20) en el torneo realizado en Holanda en el año 2005.

#### Participaciones en Copas del Mundo
| Mundial                               | Sede         | Resultado    |
| ------------------------------------- | ------------ | ------------ |
| Copa Mundial de Fútbol Sub-20 de 2005 | Países Bajos | Primera fase |

### Selección mayor
Luis Ramos todavía no tuvo su debut con la selección absoluta de Honduras, sin embargo, en el año 2009 apareció en la lista de convocados de la Selección de fútbol de Honduras para disputar la Copa de Oro de la Concacaf 2009, recibiendo un llamado del entonces entrenador Reinaldo Rueda. Sin embargo no jugó ni un tan solo partido.

#### Participaciones en Copas de Oro de la Concacaf
| Copa de Oro                     | Sede           | Resultado    |
| ------------------------------- | -------------- | ------------ |
| Copa de Oro de la Concacaf 2009 | Estados Unidos | Cuarto lugar |